# Toro de Creta

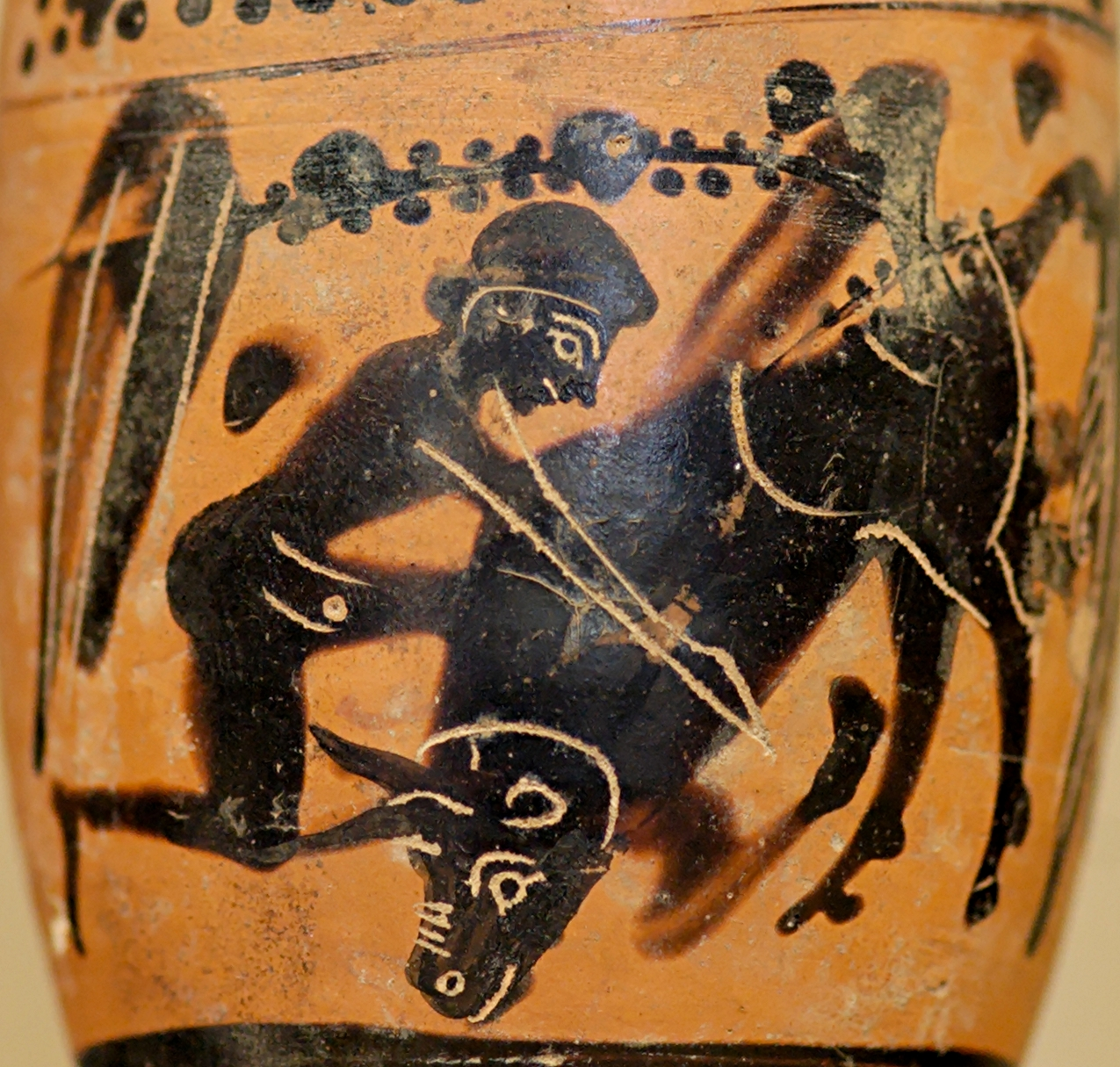
Heracles y el toro de Creta.

El toro de Creta (en griego: Κρὴς ταῦρος) es un animal legendario de la mitología griega que aparece en los periplos de los héroes Heracles y Teseo —en este último caso también es referido como el toro de Maratón—. Es conocido por ser el padre del Minotauro en unión con Pasífae. El séptimo trabajo de Heracles consistió en capturar un toro que causaba estragos en Creta.

## Textos mitográficos

### El toro y Heracles
Como séptimo trabajo se le impuso a Heracles traer el toro de Creta. Según Acusilao este había transportado a Europa para Zeus (cf. Tauro). Según otros, Poseidón lo había hecho surgir del mar en atención a las plegarias de Minos.  En Creta este toro devastaba todo el país y especialmente la región del río Tetris. Antiguamente las fieras eran más temibles para los hombres. El toro dicen los cretenses que se lo envió a ellos Poseidón porque Minos, que dominaba el mar griego, tributaba a Poseidón un culto menos importante que a cualquier otro dios.  Heracles marchó a Creta en su busca, y al pedir ayuda a Minos este le contestó que luchara para apresarlo; una vez capturado el toro, Heracles lo llevó a Euristeo, quien al verlo lo dejó en libertad. El toro anduvo errante por Esparta y toda Arcadia, hasta que finalmente alcanzó el Ática, donde dañaba a los habitantes.

### El toro y Pasífae
Muerto Asterio Minos quiso reinar en Creta, pero se lo impidieron. Él alegaba que había recibido de los dioses el reino; como prueba de ello afirmó que le otorgarían lo que pidiese. Mientras ofrecía un sacrificio a Poseidón suplicó que saliera del fondo del mar un toro, prometiendo inmolarlo. Poseidón hizo surgir un toro magnífico y Minos obtuvo el reino, pero entonces envió el toro a su vacada y sacrificó otro en su lugar. Poseidón, irritado con él por no haber sacrificado el toro, embraveció a éste y lo hizo objeto de amor de Pasífae. Ella, en su pasión por el toro, tuvo como cómplice a Dédalo. Este construyó una vaca de madera sobre ruedas, la vació, le cosió alrededor la piel de una vaca desollada y, llevándola al prado donde el toro solía pacer, metió dentro a Pasífae; el toro llegó y copuló con ella como si se tratara realmente de una vaca. Pasífae dio a luz a Asterio, el llamado Minotauro, que tenía rostro de toro y lo demás de hombre.

### El toro y Teseo
Unos dicen que Teseo, al comienzo de sus aventuras, llegó a Atenas. Medea, que entonces vivía con Egeo, intrigó contra aquel y persuadió a Egeo para que desconfiase de Teseo como de un traidor. Atemorizado, Egeo, sin haber reconocido a su propio hijo, lo envió contra el toro de Maratón. Teseo lo venció.  Otros dicen que el toro, cuando fue liberado en la llanura de Argos, escapó a través del istmo de Corinto hasta el territorio del Ática y hasta el demo de Maratón en el Ática, y dio muerte a todos los que encontraba y también a Androgeo, el hijo de Minos. Este, exigiendo venganza, llegó con sus naves y exigió un sacrificio periódico de siete muchachos y machachas para el Minotauro. Se dice que después Teseo empujó al toro que estaba en Maratón hasta la acrópolis y lo sacrificó a la diosa; la ofrenda es del pueblo de Maratón.